# 1143

## Догађаји
- 8. април – Цар Јован II (Комнин) умире од отровне ране стрелом док је ловио дивљу свињу на планини Таурус у Киликији. Наслеђује га његов 24-годишњи син Манојло I, који је изабран за његовог наследника, уместо свог старијег преживелог брата Исака. Манојло шаље Јована Аксуха, свог врховног команданта (megas domestikos), у Цариград пре себе – са наређењем да ухапси Исака у Великој палати.
- Пролеће – Краљ Конрад III даје Баварску свом полубрату Хенрију II (Јасомирготу). Његова супруга, Гертруда (ћерка покојног цара Лотара III) умире на порођају у манастиру Клостернојбург у Доњој Аустрији 18. априла.
- 1. јул – Битка код Вилтона: Гроф Роберт од Глостера (ванбрачни син покојног краља Хенрија I) побеђује енглеске снаге краља Стивена током изненадног напада на опатију Вилтон. У мраку, Стивен бежи, док његов управник Вилијам Мартел води заштитну акцију како би задржао прогонитеље.
- 23. септембар – Папа Инокентије II умире у Риму након 13-годишњег понтификата. Наследио га је Целестин II као 165. папа Католичке цркве.
- 5. октобар – Споразум из Саморе: Краљевину Португал признаје краљ Алфонсо VII (цар) од Леона и Кастиље у присуству свог рођака, краља Афонса I од Португалије и папских представника.
- 13. новембар – Краљ Фулк од Јерусалима умире након несреће у лову у Акри. Наслеђује га његов 13-годишњи син Балдуин III – који је крунисан за савладара заједно са својом мајком, краљицом Мелисендом, на Божић. Због политичке ситуације, крсташке државе Триполи, Антиохија и Едеса потврђују своју независност. Ремон од Антиохије захтева повратак Киликије својој кнежевини и напада провинцију.
- Адолф II, гроф од Шауенбурга и Холштајна, оснива Либек – који касније постаје један од водећих ханзеатских градова. Он дели освојене словенске земље, као део источне експанзије Немачке.
- Џефри V (Лепи) постаје гроф од Анжуа након вести о смрти свог оца Фулка.
- Јесен – Стивен хапси Џефрија де Мандевила, 1. грофа од Есекса, током састанка Краљевског двора у Сент Олбансу. Оптужен је за издају Стивена, али му је враћена слобода у замену за предају титуле и замкова. Џефри постаје одметник и утврђује опатију Ремзи.
- Нормански освајачи заузимају Џиџел (данас Алжир). Нормански напад на Сеуту не успева, али истовремено Нормани воде успешан напад на Сфакс.
- 25. децембар — Балдуин III крунисан за јерусалимског краља

## Смрти

### Јануар
- 8. април — Јован II Комнин, византијски цар. (*1087)
- 24. септембар — Папа Иноћентије II, римски папа
- 13. новембар — Фулк I Јерусалимски, јерусалимски краљ